# Александар Петрович (футболіст, 1914)
Александар Петрович (серб. Aleksandar Petrović/Александар Петровић, нар. 8 вересня 1914, Крагуєваць  — пом. 31 липня 1987, Суботиця) — югославський футболіст, що грав на позиції нападника, футбольний тренер. Відомий виступами, зокрема, за клуб «Югославія», а також національну збірну Югославії.

## Клубна кар'єра
Розпочинав кар'єру в футбольному клубі «Палілулац» (Белград). Після чого чотири сезони відіграв у команді «Чукарички» із Белграду.
В 1936 році приєднався до клубу «Югославія». З командою був бронзовим призером чемпіонату 1938—39 року. У 1936 році став володарем кубка Югославії. «Югославія» у фіналі двічі перемогла «Граджянскі» 2:1 і 4:0, а Петрович у другій грі зробив хет-трик. У 1939 році виграв ще одне кубкове змагання, що носило назву Зимовий кубок. У фіналі «Югославія» переграла клуб Славія (Сараєво) 5:1, 0:0, а на рахунку Петровича два голи у першій грі.
У роки Другої світової війни «Югославія» (перейменована в СК 1913) виступала в чемпіонаті Сербії, у якому здобула перемогу 1941–42 році.
Після війни грав у командах «Воєводина» і «Желєзнічар» (Сараєво).
| Дата       | Місто    | Господарі | Результат | Гості          | Турнір                 | Голи | Примітки |
| ---------- | -------- | --------- | --------- | -------------- | ---------------------- | ---- | -------- |
| 22.05.1938 | Генуя    | Італія    | 4 – 0     | Югославія      | товариський матч       | -    |          |
| 29.05.1938 | Брюссель | Бельгія   | 2 – 2     | Югославія      | товариський матч       | 1    |          |
| 28.08.1938 | Загреб   | Югославія | 1 – 3     | Чехословаччина | Кубок Едуарда Бенеша   | -    |          |
| 06.09.1938 | Белград  | Югославія | 1 – 1     | Румунія        | Кубок Едуарда Бенеша   | 1    |          |
| 26.02.1939 | Берлін   | Німеччина | 3 – 2     | Югославія      | товариський матч       | 1    |          |
| 07.05.1939 | Бухарест | Румунія   | 1 – 0     | Югославія      | Кубок короля Кароля ІІ | -    |          |
| 18.05.1939 | Белград  | Югославія | 2 – 1     | Англія         | товариський матч       | -    |          |
| 04.06.1939 | Белград  | Югославія | 1 – 2     | Італія         | товариський матч       | 1    |          |
| 31.03.1940 | Бухарест | Румунія   | 3 – 3     | Югославія      | Кубок Дунаю            | -    |          |
| 22.09.1940 | Белград  | Югославія | 1 – 2     | Румунія        | Кубок Дунаю            | 1    |          |
| Усього     |          | Матчів    | 9         |                | Голів                  | 5    |          |

## Кар'єра тренера
Більше двох десятків років працював тренером. Був наставником команд «Єсеніце», «Пролетер» (Зренянин), «Желєзнічар» (Сараєво), |«Новий Сад», |«Раднички» (Ниш), «Звезда» (Суботиця), «Црвенка». 
Клуб «Црвенка» з однойменного міста вивів у 1970 році до вищого дивізіону чемпіонату Югославії.
Після завершення тренерської кар'єри проживав у місті Суботиця, де й помер 31 липня 1987 року.

## Трофеї і досягнення
- Бронзовий призер чемпіонату Югославії: 1938—39
- Володар кубка Югославії: 1936, 1938-39
- Чемпіон Сербії: 1941-42
- Срібний олімпійський призер: 1948